# Distichopora cervina
Distichopora cervina är en nässeldjursart som beskrevs av Pourtalès 1871. Distichopora cervina ingår i släktet Distichopora och familjen Stylasteridae. Inga underarter finns listade i Catalogue of Life.